# Kyle Swann
Kyle Swann (6 april 1990) is een Amerikaanse acteur. Hij is vooral bekend om zijn rol als Billy Loomer in de televisieserie Ned's SurvivalGids: Hoe houd ik de middelbare school vol?

## Biografie
Kyle woont in Zuid-Californië sinds 1999. Kyle had ook een kleine rol in de serie Big Fat Liar. Hij heeft een passie voor de oceaan en zeebewoners en hij is daarom stagiair bij Reef Check Stichting Californië. Hij woont nu op de Universiteit van Californië. In Santa Cruz bestudeert hij mariene biologie.